# 高岡重蔵
高岡 重蔵（たかおか じゅうぞう、1921年1月18日 - 2017年9月15日）は、日本の欧文組版工。有限会社嘉瑞工房（かずいこうぼう）社長、同相談役を務めた。

## 来歴・人物
1921年（大正10年）東京神田に生まれる。
彼の父は伝統的な和綴じ本の職人だった。お金には無頓着で、昔の職人の多くがそうであったように、いつも生活は苦しかった。子供の教育にもまったく関心がなく、高岡が小学校を卒業すると、父は彼を印刷会社に丁稚奉公に行かせた。
印刷会社では、会社の先輩たちからひどい扱いを受けることが多く、やりたくない仕事を押し付けられたりした。2社目に勤めた印刷会社では欧文活字の整理を命じられた。先輩たちは欧文を読むことができず、欧文活字をケースに戻す字返しの作業は煩わしいものだったからである。この時、高岡は初めて欧文活字と出会う。高岡も欧文を読むことはできなかったが、この作業は彼にとっては不幸中の幸いであった。日本語は何百、何千文字も必要とするのに対し、欧文は基本的に26文字で済むことにすぐに気づいたからである。やがて彼は欧文に強く引かれるようになっていった。
そして、一冊の雑誌の小さな記事が、彼の人生を変えることになる。
著者は井上嘉瑞（よしみつ、海軍大将の井上成美は伯父）。井上は日本のアマチュアプリンターで、嘉瑞工房の名称は井上の名前から付けられた。日本郵船の社員として5年間ロンドンに駐在し、その間に活字収集と本場のタイポグラフィを吸収した人物で、在英中『印刷雑誌』1937年（昭和12年）1月号に「田舎臭い日本の欧文印刷」を発表し、日本の欧文印刷のレベルの低さを指摘した。
このことが契機となり、帰国した井上の話を聞くために、1940年（昭和15年）2月17日、第1回欧文印刷研究会が開催された。記事を読んでいた高岡は、最年少でこの会に参加し、井上嘉瑞と出会う。
その後、高岡は井上に弟子入りを志願。当初は何度も断られたが、喜美子夫人のとりなしもあり、この年に弟子入りを認められた（井上に入門を認められたのは高岡一人のみ）。
高岡がタイポグラフィの話が聞けると思い、期待して井上のもとに通い始めると、 始終ロンドンの街や人の様子の話を聞かされて、それが数回続いた。「そろそろタイポグラフィの手ほどきを…」とおそるおそる高岡が切り出すと、井上は「教えているじゃないか。君が欧文活字を使って刷ったものが、どういう人の手に渡るのかを教えているのだ。渡る先の人のことを知らないで印刷物を刷ってどうするのだ」と叱られたという。この一言が高岡の後の仕事やタイポグラフィ教育の原点となった。
井上は高岡を、社交的な礼儀作法を身につけた本物のタイポグラファーになるよう、段階的にゆっくりと教育していった。
この頃、高岡は時間が取れるとわずかなお金を手に、当時、東京で最も有名だった書店の丸善に行っていた。明らかに彼は丸善の上客には見えなかったが、丸善の係長は、この貧しく若い新米の印刷屋の熱意が本物であることに気がついた。高岡に感心したこの係長は、高岡のために欧文タイポグラフィに関する本を取り置いてくれるようになり、その一部を支払ってくれたりもした。
太平洋戦争が勃発した1941年（昭和16年）、井上と高岡は、対外宣伝雑誌『Front』の制作のため、陸軍参謀本部直属の出版社である東方社から協力を求められた。
アメリカの雑誌『ライフ』（Life）に明らかに影響を受けた『Front』は、その高度なデザインで評判であった。制作チームは、日本の優れた才能を持つ人々から結成され、メンバーであった原弘・木村伊兵衛は戦後日本を代表するデザイナー、写真家となった。
原宿の自宅にあった井上の嘉瑞工房には、在英時に集めた多くの欧文活字書体があったが、戦災で全て焼失する。
戦後、高岡は細川活版所で働いていたが、井上からの依頼で工房を再建することになり、細川活版所を退社。井上の出資を受けて、1948年（昭和23年）神田鍛冶町に嘉瑞工房を復活させる。仕事が多忙となった井上は工房の実務から離れ、高岡が中心となり、それまでのプライベートプレスから営利目的の印刷工房として活動していくことになる。
この頃、井上の知人たちからの援助のほか、GHQから多くの注文を受けたこともあり、高岡の仕事はとても順調だった。
1956年（昭和31年）、井上嘉瑞が死去。高岡が工房を引き継ぎ、有限会社嘉瑞工房を設立する。高岡の評判は当時から高く、1964年（昭和39年）には東京オリンピックの賞状の氏名部分の印刷を担当する。
井上の指導が受けられなくなったため、高岡は、自分の欧文タイポグラフィがどの程度のレベルなのか確信が持てなくなっていた。彼はその時点で、まだ一度も英国やヨーロッパを訪れたことがなかった。そこで、タイポグラフィの最新事情に遅れないようにするため、そして、日本における独自の存在感を保つため、1965年（昭和40年）に ブリティッシュ・プリンティング・ソサエティ（British Printing Society：BPS）に入会した。彼が制作した書体見本帳は、会のメンバーたちに強烈な印象を与えた。中でもキットキャット・プレス（Kit-Cat Press）の ケネス・ハードエイカー（Kenneth Hardacre）、クアルト・プレス（Quarto Press）の ジョン・イーソン（John Easson）、そしてポール・ピーター・ピーチ（Paul Peter Piech）とは生涯を通しての友人になった。

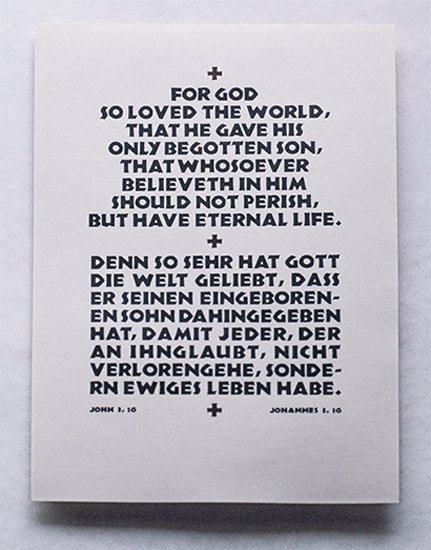
「アルス・タイポグラフィカ」に掲載の作品

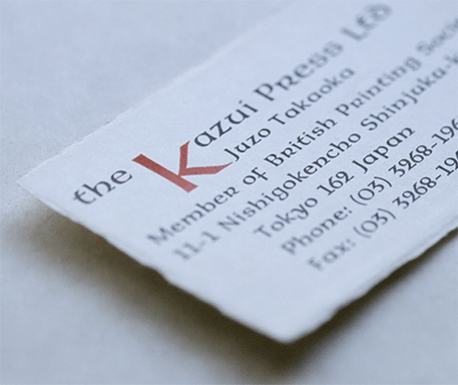
アメリカン・アンシャル体で組んだ名刺

1970年（昭和45年）、高岡は活版印刷物の新作「アルス・タイポグラフィカ」（Ars Typographica）と アメリカン・アンシャル（American Uncial）体で組んだ自分の名刺を持って初めての海外旅行をし、ロンドンで BPS のメンバーたちと会うことができた。その後、活字書体のOptima（Optima）を購入するために、フランクフルトのステンペル活字鋳造所（D. Stempel AG）も訪問した。旅行を終えて自宅に戻ると、1通の手紙が届いていた。それは、当時ステンペル活字鋳造所の書体デザイナーでディレクターであった ヘルマン・ツァップ（Hermann Zapf）からのものだった。そこには、高岡の印刷物に非常に感銘を受けたこと、高岡がドイツにまた来ることがあればぜひ会いたいということが書かれていた。1972年（昭和47年）、世界最大の印刷機材展ドルッパ（Drupa）を見学するために、高岡と河野英一（後述）は日本の印刷業者らと共にヨーロッパを旅した。そして、ついに高岡はフランクフルトでツァップと初めて対面する。二人はその後、お互いの自宅を訪問しあうなど、生涯の友人として長い交流が続いた。
その頃から、高岡は頻繁にイギリスを始めヨーロッパ諸国を訪れるようになり、活字会社を訪ねて活字を購入したり、海外の書体デザイナーやタイポグラファー、活版印刷家たちとさかんに交流したりするようになった。

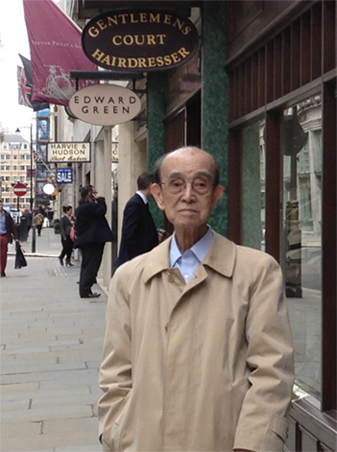
ロンドンでの高岡（2013年）

ロンドン・タイプアーカイブ（前タイプミュージアム）創設者のスーザン・ショー（Susan Shaw）や、セントブライド印刷図書館元館長のジェームズ・モーズリー（James Mosley）、ケンブリッジにある石彫工房、デビッド・キンダスリー工房（The David Kindersley Workshop：現 カルドーゾ・キンダスリー工房［The Cardozo Kindersley Workshop］）とも長い交流がある。
1975年（昭和50年）と1984年 （昭和59年）の2度にわたって、BPS から 「海外賞」（Overseas Award） を受賞。
1990年（平成2年）、BPSより「1989年度プリンター・オブ・ザ・イヤー」 （Printer of the Year Award ’89）を受賞。
1995年（平成7年）、高岡の息子である昌生が工房の社長に就任し、高岡は相談役となる。この年、英国王立芸術協会（The Royal Society of Art）から終身フェローの称号を与えられる。
1998年（平成10年）から2002年（平成14年）まで、印刷博物館（凸版印刷）の印刷工房「印刷の家」のアドバイザーを務める。
1960年代中頃から80年代にかけて、嘉瑞工房にはタイポグラフィ好きの人々が集まるようになる。「金曜サロン（Friday Salon）」と称したその勉強会で、何人ものデザイナーやアマチュアプリンターが高岡から教えを受けた。
エドワード・ジョンストン（Edward Johnston）のロンドン地下鉄書体の改刻や、メイリオの書体デザインなどで知られる河野英一は、嘉瑞工房で高岡から直接教えを受けた人で、長く師弟関係が続いている。欧文書体デザイナーで モノタイプ（Monotype）社のタイプディレクターの小林章とも、1990年代からの長い交流がある。両人とも、高岡と何度もイギリスやヨーロッパにあるタイポグラフィに関わる場所を訪れている。
2013年（平成25年）、高岡のこれまでの活版印刷物を集めた『高岡重蔵 活版習作集』が出版される。
同年に訪英し、欧文タイポグラフィの最高峰のメンバーで構成される、ダブルクラウンクラブ（Double Crown Club）のディナーに、河野のゲストとして招待される。
2014年（平成26年）、『Matrix: A Review for Printers & Bibliophiles』32号に、河野の文章によって高岡の長年の活版印刷の仕事が紹介される。この記事では『Matrix』を発行しているウィッティントン・プレス（The Whittington Press）のジョン・ランドル（John Randle）が次のような序文を寄せている（以下、抜粋）。
「日本で出版された『高岡重蔵 活版習作集』は、美しい設えの八つ折り版の大型本である。この本で紹介されている習作の奥深さ、そして使用活字の豊かさは、驚嘆の一語に尽きる。一体この人物は、1930年代からどのようにして欧州の活字鋳造所の至宝を収集し、それを見事に使いこなして、まるで欧州の一流タイポグラファーの手によるかのような作品を生み出してきたのだろうか。高岡氏の所蔵する活字の一覧を眺めれば、まさに活字書体の精鋭が勢揃いしたかのようである。［中略］高岡氏はごくわずかな英語の知識だけで、これらをすべて成し遂げたのである。その意欲は今も衰えを見せず、日本の後進のタイポグラファーたちに刺激を与え続けている。」
近年は活版印刷の実務から離れているため、国内外の知人や取材者には洒落っ気を込めて
「I left my composing stick for a walking stick.」
と語っている（composing stick は活字組版をする際の道具）。
2017年9月15日、老衰のため96歳で死去。

## 活版印刷習作
営利目的の仕事とは別に、活版印刷の個人の習作集を制作している。
- 1942年　活版習作「Light Up, Won’t You?」制作。
- 1972年　活版習作「Ars Typographica 1」制作。
- 1973年　活版習作「Wandering from Type to Type」制作。
- 1979年　活版習作「Wandering from Type to Type • Two」制作。

特に1970年代の習作集は海外で高く評価され、高岡のタイポグラフィの技術や見識の高さを示すものとなっている（高岡のこの時期の習作集は現在、『高岡重蔵 活版習作集』で見ることができる）。

## 著書
- 『欧文活字』（印刷学会出版部、初版1948年、復刻版2001年・2004年、ISBN 978-487085-176-4）
- 新装版『欧文活字』（烏有書林、2010年、ISBN 978-4-904596-00-5）
- 『高岡重蔵 活版習作集 ― My Study of Letterpress Typography』（烏有書林、2013年、ISBN 978-4-904596-06-7）

## 監修・共著
- 『欧文活字とタイポグラフィ』（印刷学会出版部、1966年） - 共著
- 井上嘉瑞、志茂太郎 著『ローマ字印刷研究』（大日本印刷ICC本部、2000年、ISBN 978-4-88752-122-3） - 共著
- 『「印刷雑誌」とその時代 ― 実況・印刷の近現代史』 （印刷学会出版部、2008年、ISBN 978-4-87085-191-7） - 監修・解説
- 高岡昌生著『欧文組版　組版の基礎とマナー』（美術出版社、2010年） - 監修

## 教育
高岡重蔵は教育者としても大学や専門学校の教壇に立ち、活版印刷の実習を通してタイポグラフィの指導にもつとめてきた。
- 1970年〜90年　武蔵野美術大学短期大学非常勤講師。
- 1975年〜90年　日本工学院芸術学部非常勤講師。